# Sénéchaussée d'Armagnac

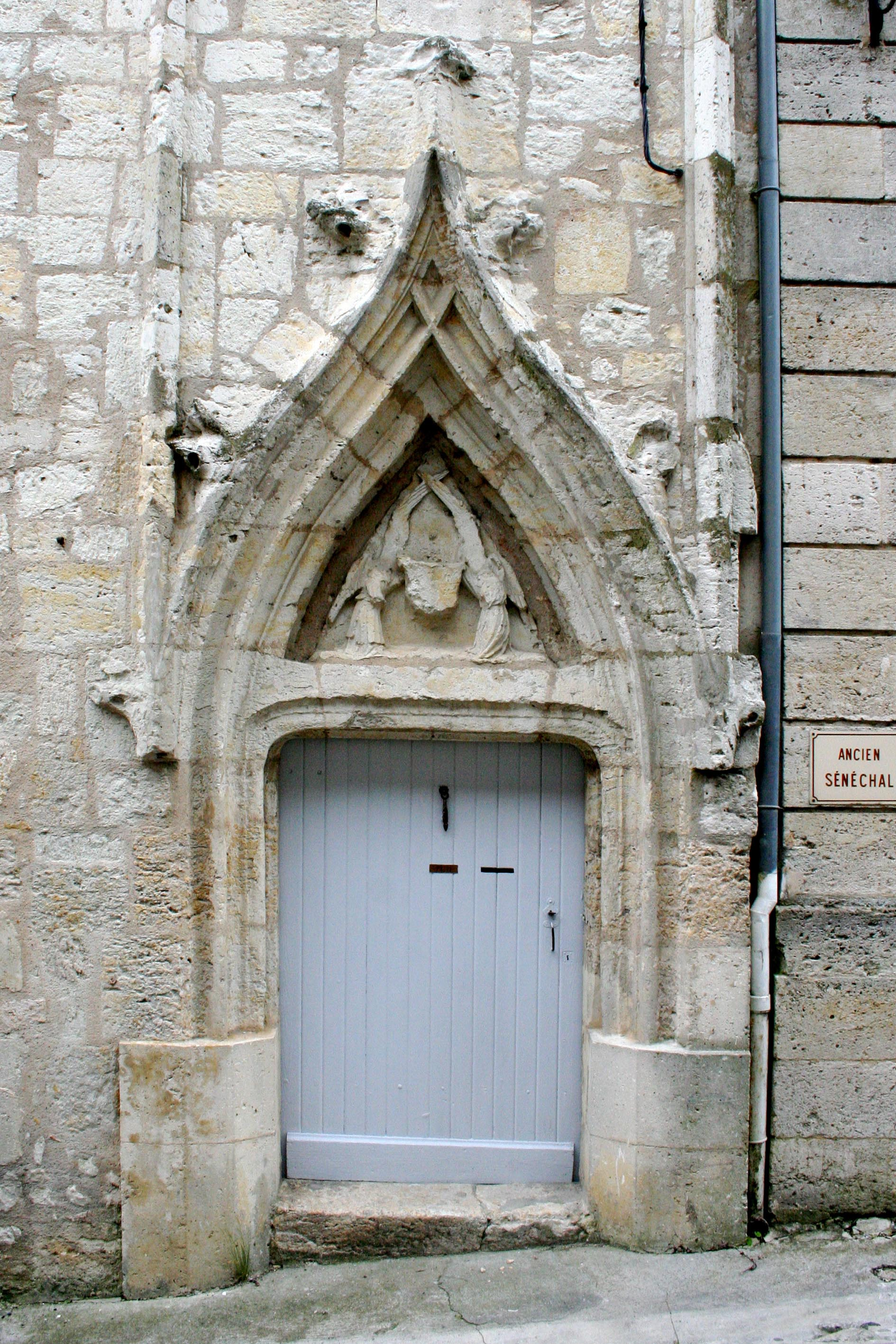
Porte de la sénéchaussée (XVe s.) à Lectoure

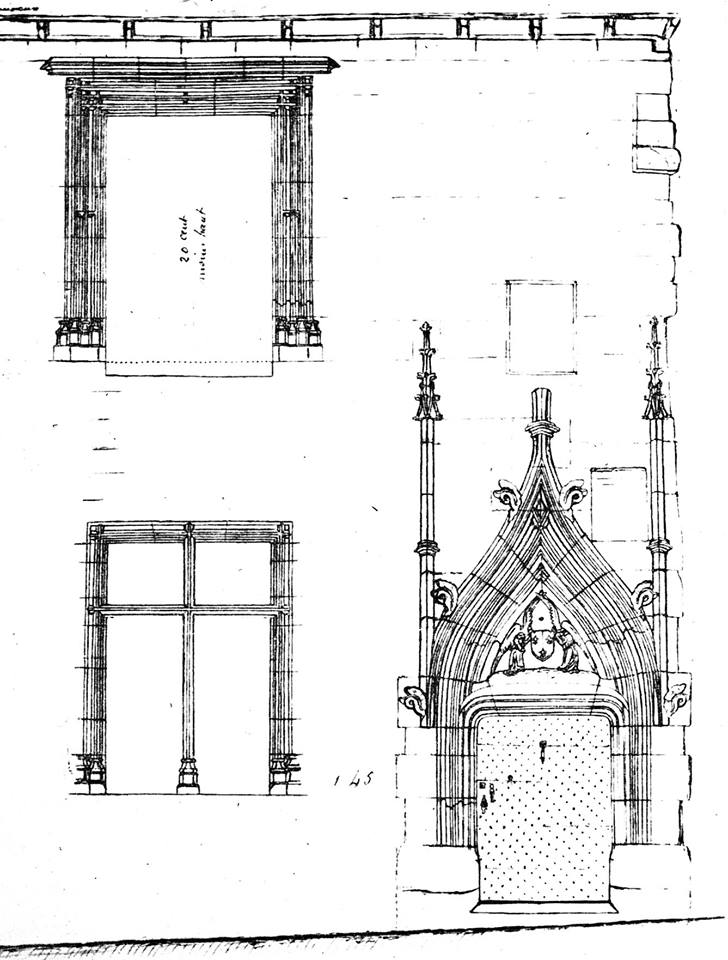
Ancienne sénéchaussée, dessin extrait des carnets d’Eugène Camoreyt (XIXe s.)

La sénéchaussée d’Armagnac est une sénéchaussée principale, créée en 1473, dont le siège était la ville de Lectoure (Gers) et le territoire plus étendu que la province de l’Armagnac, dont la majeure partie se trouvait dans l’actuel département du Gers et une petite partie dans les Landes et en Lot-et-Garonne.

## Territoire
Le titre peut prêter à confusion, étant donné l’extrême complexité des divisions féodales, qui ne correspondent que rarement aux régions dites « naturelles » ou à d’autres de création plus récente. Ainsi cet « Armagnac » ne se réfère pas à la zone connue aujourd’hui pour la production de sa célèbre eau-de-vie, mais aux possessions du dernier comte d’Armagnac, constituant un domaine irrégulier et morcelé, qui comprend à sa création la Lomagne, le Brulhois, le Fezensaguet, le Fezensac, l’Éauzan, le Bas-Armagnac, la Rivière-Basse et les Quatre-Vallées.

## Histoire
La sénéchaussée d’Armagnac est créée par Louis XI en 1473, à la suite de la prise de Lectoure et de l’annexion du comté d’Armagnac au royaume de France. 
Dès ses débuts, elle est l’enjeu d’une lutte entre les villes rivales qui prétendent en être la capitale. Ce devait être Auch, mais la ville est frappée par une épidémie de peste et c’est finalement Lectoure qui est choisie, avantage qui va lui permettre de se relever de ses ruines. Vic-Fezensac est également sur les rangs, arguant du grand nombre d’affaires à traiter. En 1490, les consuls de Lectoure obtiennent de Charles VIII la confirmation que le sénéchaussée est définitivement fixée dans leur cité. Ils doivent encore soutenir un procès devant le Parlement de Toulouse en 1529-1530 contre Auch et Vic-Fezensac. En 1615, Auch obtient enfin satisfaction, pour dix-huit mois seulement, avant qu’un arrêt du Parlement rétablisse Lectoure dans ses droits. Enfin, Auch finit par obtenir sa sénéchaussée, au prix du démembrement de celle d’Armagnac : au fil du temps, l’Isle-Jourdain obtient une petite sénéchaussée, ainsi que Condom. Lectoure ne conserve que la Lomagne et le Brulhois.
En 1628, la sénéchaussée de Lectoure obtient un présidial, ce qui lui permet de traiter des affaires plus importantes. C’est le roi Louis XIII qui signe l’édit, à Bordeaux. 
Pendant les troubles de la Fronde, le siège de la sénéchaussée est brièvement transféré, de juin à octobre 1650, à Miradoux.
En 1789, la sénéchaussée envoie quatre députés aux États généraux : 
- Clergé.
  - 1. Raymond Ducastaing, curé de Lannux.

- Noblesse.
  - 2. Jean-Paul d'Angosse, baron de Corbères, maréchal de camp, grand sénéchal gouverneur d'Armagnac.

- Tiers état.
  - 3. Jean-Jacques de Laterrade, conseiller du roi, juge-mage, lieutenant général de la sénéchaussée et cour présidiale d'Armagnac.
  - 4. Jean-Louis Laclaverie, avocat en parlement, demeurant à La Chapelle.

Ce sera une de ses dernières actions avant que la Révolution ne la supprime, après quoi ses locaux sont laissés à l’abandon et seront démolis vers 1835.

## Sénéchaussée à Lectoure
Le bâtiment de la sénéchaussée se trouvait à l’angle occidental des actuelles rue Nationale et Montebello, sur la place de la halle au grains, occupée à l’époque par la maison commune. Il s’étendait du sud au nord entre la rue Nationale et la rue Marès. Il fut vraisemblablement édifié ou aménagé à la création de la sénéchaussée, lors de la reconstruction de la ville en grande partie détruite par le siège de 1473, peut-être sous la direction du maître d’œuvre Mathieu Reguaneau. On ne sait pas quelles étaient ses limites côté est. Mais c’était un édifice imposant au vu de la surface au sol, même si l’on ne sait rien de son élévation. 
Y travaillaient, au rythme de deux séances quotidiennes, le sénéchal, nommé par le roi, le juge-mage ou lieutenant général, un lieutenant principal, un lieutenant civil et criminel, des conseillers et un nombre important de subalternes, greffiers et autres. Les prisons, où opéraient les exécuteurs de justice — le dernier étant Jean Rascat (1759-1846) — étaient au sous-sol.
Il n’en subsiste aujourd’hui qu’une porte gothique à pinacles et fleurons, avec un tympan orné de deux anges portant un blason (martelé ultérieurement). Le style de cette porte est proche, et contemporain, de celui du clocher de la cathédrale Saint-Gervais-Saint-Protais. Il pourrait donc s’agir d’une réalisation du maître d’œuvre Mathieu Reguaneau. À gauche de cette porte on peut voir deux fenêtres, l’une au rez-de-chaussée, l’autre à l’étage, encadrées de moulures prismatiques, très dégradées. Un dessin d’Eugène Camoreyt montre cette partie dans son état au XIXe siècle.
Le siège de la sénéchaussée est démoli vers 1835.  La prison de la sénéchaussée a été désaffectée et remplacée par la nouvelle prison construite en 1823 à l’intérieur de l’ancien couvent des Cordeliers.
Son emplacement est occupé par des maisons d’habitation et, côté rue Nationale, par un café, le Café de la Comédie, et un petit théâtre municipal (décoré de peintures de Paul Noël Lasseran, et détruit par un incendie dans les années 1950), le tout étant remplacé dans les années 1960 par une salle des fêtes, devenue une salle de cinéma appelée « Le Sénéchal ». De nos jours une nouvelle salle, la salle de la Comédie, a été aménagée, renouant avec l’ancienne tradition du théâtre à Lectoure.